# Gottesgabe
Gottesgabe è un comune del Meclemburgo-Pomerania Anteriore, in Germania.
Appartiene al circondario del Meclemburgo Nordoccidentale ed è amministrato dall'Amt Lützow-Lübstorf.